# Nemoria texana
Nemoria texana är en fjärilsart som beskrevs av George Duryea Hulst 1898. Nemoria texana ingår i släktet Nemoria och familjen mätare. Inga underarter finns listade i Catalogue of Life.